# Santa Croce (sestiere de Venècia)
Santa Croce (Santa Cróxe en vènet) és un dels sis sestieri de Venècia.

## Geografia
El districte de Santa Croce limita al sud i a l'est amb el districte de San Polo, i té com a límits el Rio di San Stae, el Rio Marin i la primera part del Rio della Frescada, fins a la parròquia de San Pantalon.
Al sud limita amb el districte de Dorsoduro a Corte Gallo i Corte Barbo. Al nord limita amb el Gran Canal i està connectat amb Cannaregio a través del pont Scalzi i el pont de la Constitució.
Si excloem la zona del Tronchetto, d'origen recent, el sestiere resulta ser el més petit de la ciutat.

## Història
El barri deu el seu nom a l'església de Santa Croce, un important lloc de culte enderrocat després de la desamortització de béns eclesiàstics feta per Napoleó Bonaparte.
Com a part de San Polo, aquest sestiere va pertànyer antigament a la zona anomenada Luprio, on hi havia nombroses salines.
És el districte que durant el segle XX va patir més que altres l'impacte de la connexió viària entre Venècia i el continent, primer amb la construcció de l'Estació Marítima i després amb la creació de la zona de Piazzale Roma, l'obertura del Rio Novo i la construcció de l'aparcament de l'illa artificial de Tronchetto, conseqüència directa de la construcció del pont de cotxes de la Libertà l'any 1933 (aleshores Ponte Littorio), que va transformar la part nord del districte en la terminal de cotxes i autobusos de la ciutat llacuna. Juntament amb una part de Dorsoduro, a la parròquia de Santa Marta, és l'únic barri de Venècia on hi ha una petita zona on hi poden circular vehicles, encara que de manera molt limitada.

## Monuments i llocs d'interès
El barri es caracteritza per carrers estrets intercalats amb alguns campi.
Entre les esglésies, cal destacar San Giacomo dell'Orio, San Stae i el temple de San Nicola da Tolentino. També cal destacar les dues esglésies de Sant Simeó: la de San Simeon Grando dedicada al profeta Simeó, l'altra, San Simeon Piccolo, dedicada als sants Simó el Cananeu i Judes Tadeu. Els adjectius utilitzats per distingir-los feien referència a la mida dels edificis abans de les obres d'ampliació de San Simeon Piccolo al segle XVIII, i encara es fan servir tot i que l'església de San Simeon Grando és avui molt més petita que l'altra.
Els edificis civils més valuosos es troben al llarg del Gran Canal. Entre aquests, destaca en importància Ca' Pesaro, que acull el Museu d'Art Oriental i la Galeria Internacional d'Art Modern on s'hi exposen obres significatives de grans autors, com Gustav Klimt, Wassily Kandinsky o Matisse.
El Fontego dei Turchi era el magatzem on els comerciants otomans podien descarregar les seves mercaderies a Venècia. Ara és la seu del Museu d'Història Natural, on també es poden admirar dos esquelets complets de dinosaures trobats durant una expedició científica finançada per l'empresari venecià Giancarlo Ligabue.